# Brian Rust
Brian Rust (* 19. März 1922 in London; † 5. Januar 2011 in Swanage) war ein britischer Diskograf und Musikkritiker der populären Musik und speziell des frühen Jazz.

## Leben und Wirken
Rust, der seit frühester Jugend ein passionierter Plattensammler war (nicht nur von Jazz, sondern auch von Oper), begann nach einer Zeit als Bankangestellter 1948 als Jazz-Journalist für „Gramophone“ zu arbeiten, später auch für den Melody Maker und andere Musikmagazine, und arbeitete ab den 1950er Jahren für die BBC, wo er im Plattenarchiv anfing.
Ab etwa 1960 machte er seine Liebe zu Schellackplatten zu seinem Hauptberuf und wurde professioneller Diskograf. Während des Zweiten Weltkriegs, in dem er bei der Londoner „Fire Watch“ arbeitete, rettete ihm ein Haufen 78er-Schellackplatten sogar einmal das Leben, als er – auf der Suche nach Raritäten – im letzten Augenblick vor einer Bombe dahinter Zuflucht fand.
Bekannt wurde er vor allem für seine zuerst 1961 erschienene Diskografie von 78er-Platten „Jazz Records 1897-1942“, die die früheren Diskographien von Charles Delaunay (1936) und Hugues Panassié vervollständigte (z. B. um genaue Aufnahmedaten). In der 6. Auflage umfasst sie rund 33.000 Platten oder Tonträger (und 2144 Seiten). Die Diskografie enthielt auch Aufnahmen von Tanzbands, soweit „hot“ Soli vorkamen, und Ragtime.
Bei seinen umfangreichen Nachforschungen stützte sich Rust nicht nur auf zahlreiche Plattensammler, sondern interviewte auch viele Jazzmusiker wie Louis Armstrong, Baby Dodds, Nick LaRocca (erste USA-Reise 1951, gefolgt von Arbeits-Besuchen 1959 und 1963). Zusätzlich veröffentlichte er Diskografien über angloamerikanische Tanzbands, Musicals, Plattenlabels wie RCA Victor und Columbia (die ihm freien Zugang zu ihren Archiven verschafften) und „Music Hall“-Künstler. Rust schrieb zahlreiche Liner Notes, insbesondere für Reissues von Tanzbands ab den 1970er Jahren. In den 1980er Jahren hatte er in London eine eigene Radiosendung namens „Mardi Gras“. An modernem Jazz (beginnend ab den 1940er Jahren), war er kaum interessiert.
Rust ist auch bekannt für seine Unterstützung der von der wissenschaftlichen Jazzforschung bestrittenen Ansprüche Nick LaRoccas und seiner Original Dixieland Jass Band, eigentlicher Urheber des Oldtime-Jazz Idioms zu sein.
1992 erhielt er den Lifetime Achievement Award der ARSC (Association for Recorded Sound Collections).
Brian Rust verstarb am 5. Januar 2011 im Alter von 88 Jahren.

## Werke
- mit W.C.Allen „King Oliver“ 1955, Chigwell 1987.
- mit Rex Harris: Recorded Jazz: A Critical Guide. London, Penguin Books, 1958.
- „Jazz Records 1897-1942“, 2 Bde., 1961 und öfter, 6. Auflage „Jazz and Ragtime Records“ Mainspring Press 2003, ISBN 0-9671819-2-5.
- „The American Dance Band Discography“, 2 Bde., Arlington House 1975, ISBN 0-87000-248-1 (zweite Auflage geplant, von Richard Johnson überarbeitet)
- mit Sandy Forbes „British Dance Bands on Record 1911 to 1945“, General Gramophone Publications.
- „British Music Hall on Record“, General Gramophone Publications 1979.
- mit Allen G. Debus „The complete Entertainment Discography from 1897 to 1942“ 2.ed., Da Capo Press 1989, ISBN 0-87000-150-7.
- „Victor Master Book“, Bd. 2, 1969, Privat publiziert.
- mit Ross Laird „Discography of Okeh Records, 1918-1934“, Praeger Publishers, ISBN 0-313-31142-0.
- „London Musical Shows on Record 1897-1976“, General Gramophone Publications 1976.
- mit Tim Brooks „The Columbia Master Book“, 4 Bde., Greenwood Press.
- „The American Record Label Book“, Arlington House.